# Jacint
Jacint (ur. ??? – zm. ???) – hiszpański duchowny, biskup Seo de Urgel od 672 roku do 680? roku.